# タンタンコロリン

鳥取県境港市・水木しげるロードに設置されている「たんころりん」のブロンズ像。

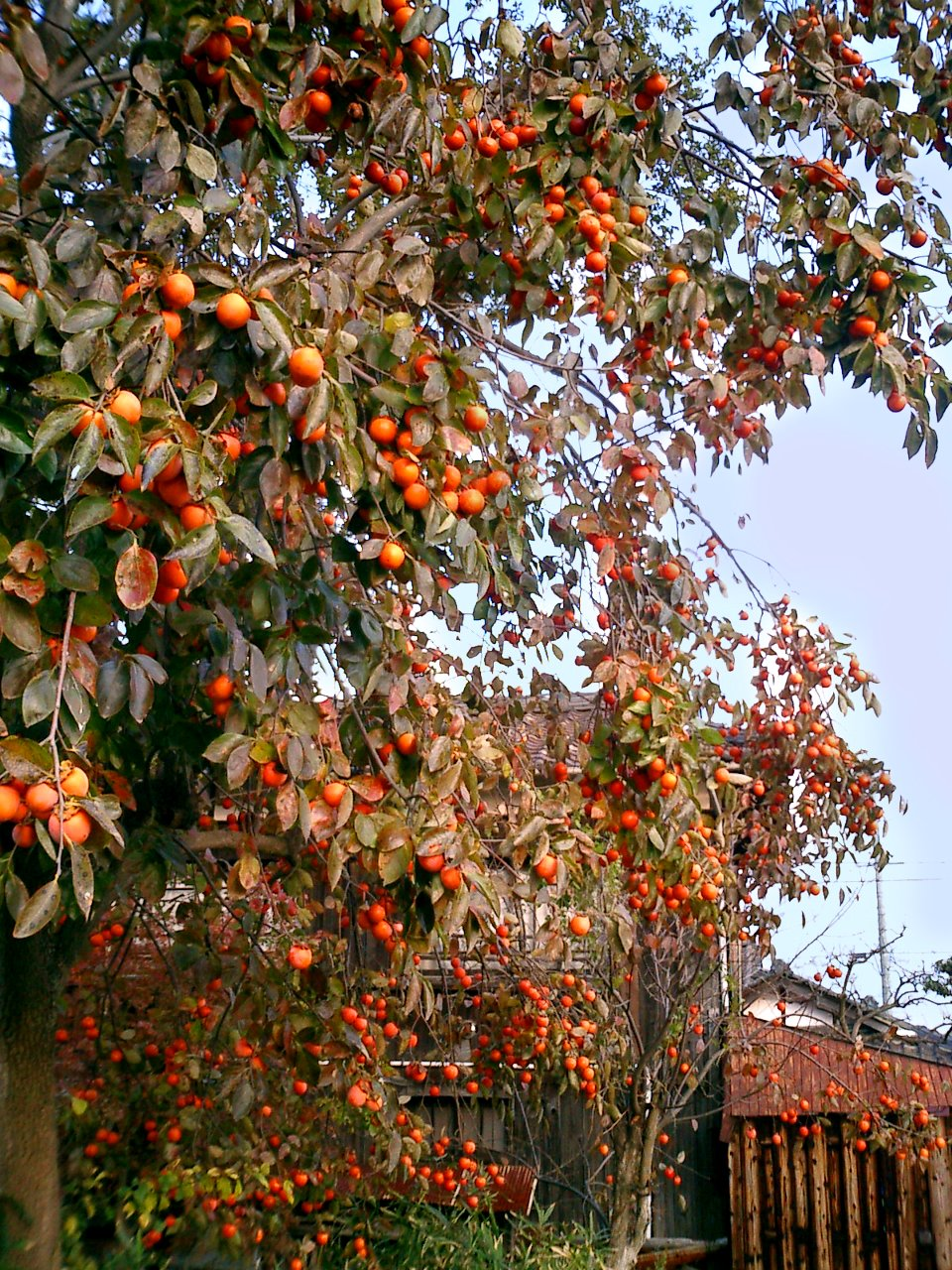
柿の木

タンタンコロリンは、宮城県仙台市に伝わる柿の木の妖怪。

## 概要
一応、「宮城県仙台市」に伝わる妖怪で、「古い柿の木が」「実を収穫せずに放置すると出る」「大入道の姿をした妖怪」といわれ、やはり柿の精で入道姿になるとされる「人へ糞を食わす妖怪」と同一視される。が村上健司は、「タンタンコロリン」と、「柿の精」は同一であるかかなり疑問であるとし、朝里樹監修、佐藤卓ほか著『日本怪異妖怪事典　東北』では、昔話に登場する「放置された柿の精」以外の「柿の精」が「タンタンコロリン」という名前で呼ばれ、同一の存在として扱われる事例が見つかっていない点を挙げて「タンタンコロリンという柿の精」説に疑問を呈している。
タンタンコロリンという表現について、柳田國男は『妖怪談義』の中で、名前からかつては「転がって来る」と言っていたのであろうとし、『日本怪異妖怪事典　東北』では、この表現が何かを転がす際の擬音として登場する話をいくつかあげ、柿の妖怪としてのこの呼称も「柿の実が転がる際の」表現である可能性を示唆する。

## 特徴
老いた柿の木が化けた妖怪で、柿の実を採らずに放置しておくと現れるという。姿は僧侶のような姿で、柿の精霊の化身という説もある。
ある言い伝えでは、沢山の実がなった柿の木のある家から夕暮れ時にタンタンコロリンが現れ、服の袂の中に柿の実を大量に入れて町の中を歩きつつ、柿の種を撒き散らすために実をポトポトと落として行き、町を一回りした末に、もとの家の前で姿を消したという。同様の「話」を山田野理夫が「採集」しているが、原話、資料そのほかが不明で、実在した伝承かはわからない。

## タンコロリン
現在の妖怪関連の文献の多くではこの柿の妖怪は青森県五所川原市、金木町、弘前での「じぶくる(「文句を言って拗ねる」意味の方言)子供」を叱る際に言う妖怪「タンコロリン」の名で紹介されているが、両者は関係が不明である。この、聞き分けのない子供を叱る際の「タンコロリン」との混同説について、水木しげるが自著の中で柿の木の妖怪の方を「タンコロリン」の名で紹介したことから、他の書籍類でも同様に「タンコロリン」の名が広まったともいわれる。この二者を「別物」とする『日本怪異妖怪事典　東北』では、青森県で狐が人を殺す(伝承では人間の機転で仕返しされることが多い)呪文の中に「タンコロリン」という語句が、宮城県で「三年味噌をつけた木」を「対象の屋根の上で「たんころりん」」と転がして人の命を取る狐の伝承を紹介する。

## 柿の伝承
タンタンコロリンと同様、宮城には柿が人間に化けるという話がよくある。この、「宮城県でよく語られていた柿の妖怪」について佐藤卓は、佐々木徳夫という昔話収集家が、宮城県を拠点に綿密な調査の中、意識的に柿の精の話を集めたため、7つの事例が上がったからだといい、佐藤が調査したところこの手の柿の妖怪話は岩手県や秋田県でも分布が確認され、また同様の筋で「ナシ」や「リンゴ」の妖怪が出る話、さらにアイヌの伝承にもウバユリやギョウジャニンニクの精が同じように人間と接触するものがあることから探せば類話が東北地方一帯あるいはさらに広い地方で分布している可能性があるという。
ある民話では以下のように語られている。ある寺の小僧のもとに男がやって来て、自分の糞をすり鉢ですって食べろと言った。小僧は嫌がったが、男が怒るので仕方なく食べると、とても美味しい柿の味がした。不思議に思った小僧が、寺の和尚にわけを話し、ともに男を捜し出して跡をつけた。男は山奥へ入って行って姿を消し、そこには大きな柿の木があって、実がたくさん落ちていた。和尚は、きっとこの柿の実が化けたのだろうと、柿の実を拾い集めて持って帰ったところ、男は現れなくなったという。話によっては、「糞」を盛る器は皿、膳、茶碗であることもある。
また宮城県栗原郡（現・栗原市）には「柿の精」と題し、以下のような民話がある。ある屋敷に仕える女が、庭に実る柿を見てなんとか食べたいと思っていたところ、夜中に真っ赤な顔の大男が現れ、尻をほじって嘗めろと言う。言われるままにその男の尻をほじって嘗めたところ、甘い柿の味がした。翌朝に柿の木を見ると、その実には抉り取った跡があったという。佐々木喜善の著書『聴耳草紙』にも、「柿男」と題して同様の話がある。佐々木は採集地について書いていないが、この話者である三原良吉が『仙台の昔話』に『柿の精』と題して同じ話を載せている。

## 資料
- 山田野理夫、東北農山漁村文化協会 編『日本の民話 4 宮城・みちのく篇』未來社、1975年。
- 草野巧、戸部民夫『日本妖怪博物館』新紀元社、1994年、296頁。ISBN 978-4-88317-240-5。
- 村上健司編著『妖怪事典』毎日新聞社、2000年。ISBN 978-4-62-031428-0。
- 朝里樹監修　寺西政洋　佐々木剛一　佐藤卓　戦狐著　『日本怪異妖怪事典 東北』2022年　笠間書院　ISBN 978-4305709592
- 村上健司編著『日本妖怪大事典』角川書店、2005年。ISBN 978-4-048-83926-6。
- 柳田國男『柳田国男全集第20巻』筑摩書房、1999年。ISBN 4480750800。